# Łukasz Czuma
Łukasz Ignacy Czuma (ur. 9 czerwca 1935 w Zakopanem, zm. 31 maja 2012 w Lublinie) – polski ekonomista, prof. zw. doktor habilitowany, wykładowca Katolickiego Uniwersytetu Lubelskiego.

## Życiorys
Działacz niepodległościowej i antykomunistycznej organizacji Ruch oraz uczestnik Ruchu Obrony Praw Człowieka i Obywatela. W latach 1958–1990 był obserwowany przez SB jako figurant „Żebrak” w ramach operacji „Ciemnogród” (KUL), operacji „Omega” (Ruch) i „Omega II” (ROPCiO). W okresie 1970–1971 przebywał w Centralnym Więzieniu MSW w Warszawie podejrzany o przynależność do Ruchu. Po jego opuszczeniu szykanowano go w rozmaity sposób (m.in. „zatrzymania”, odmowa paszportu).
Kandydował bez powodzenia do Sejmu w wyborach parlamentarnych w 1991 z list Chrześcijańskiej Demokracji, a także w wyborach parlamentarnych w 2001 z listy Prawa i Sprawiedliwości.
16 marca 2007 został odznaczony Krzyżem Komandorskim Orderu Odrodzenia Polski przez prezydenta Lecha Kaczyńskiego za wybitne zasługi na rzecz przemian demokratycznych w Polsce. W 1996 otrzymał Złoty Krzyż Zasługi. W 2024 został odznaczony pośmiertnie Krzyżem Wolności i Solidarności.

### Życie prywatne
Był synem Ignacego Czumy, bratankiem Waleriana Czumy, bratem Andrzeja, Benedykta, Huberta i Jerzego Czumów.

## Kariera naukowa
| 1958 | magisterium w KUL u doc. dr hab. Hanny Waśkiewicz na podstawie pracy Rola prawa w dziejach ludzkości w poglądach Władimira Siergiejewicza Sołowiewa                                                               |
| 1962 | doktorat w KUL u promotora prof. dr hab. Czesława Strzeszewskiego na podstawie pracy Inwestycje jako czynnik wzrostu gospodarczego w poglądach Walta Whitmana Rostowa, Williama Arthura Lewisa i Daniela Hamberga |
| 1972 | habilitacja w KUL na podstawie pracy Francois Perroux teoria wzrostu zharmonizowanego a rozwój gospodarczy południowych Włoch (Mezzogiorno)                                                                       |
| 1981 | zatwierdzenie habilitacji przez władze PRL |
| 1992 | profesor nadzwyczajny KUL |
| 2000 | tytuł profesora nauk ekonomicznych |
| 2006 | stanowisko profesora zwyczajnego KUL |

Był także pracownikiem naukowym Wyższej Szkoły Służby Społecznej im. ks. Franciszka Blachnickiego w Suwałkach, Wyższej Szkoły Zarządzania i Przedsiębiorczości im. Bogdana Jańskiego w Łomży, Państwowej Wyższej Szkoły Techniczno-Ekonomicznej im. ks. Bronisława Markiewicza w Jarosławiu (gdzie pełnił funkcję prorektora), Wyższej Szkoły Menedżerskiej w Legnicy oraz Wydziału Zamiejscowego w Tarnowie Wyższej Szkoły Biznesu – National Louis University.

## Książki
1. Łukasz Czuma: François Perroux' teoria wzrostu zharmonizowanego a rozwój gospodarczy południowych Włoch. Lublin: Redakcja Wydawnictw KUL, 1973, s. 144 strony.
2. Niemarksistowska teoria ekonomii (1989)
3. Zmiany gospodarcze w Polsce XX wieku (1990)
4. Wprowadzenie do ekonomii (1992)
5. Katolicka nauka społeczna (1993)
6. Łukasz Czuma, Antoni Jarosz: Doktryny ekonomiczne. Rzeszów: Oficyna Wydawnicza Politechniki Rzeszowskiej, 1998, s. 168 stron. ISBN 83-7199-000-6.
7. Historia myśli ekonomicznej (2005)
8. Łukasz Czuma: Ekonomia między socjalizmem a liberalizmem. Lublin: Info Studio s.c., 2007, s. 249 stron. ISBN 978-83-925219-0-7.